# Morden
Morden es un barrio del municipio londinense de Merton. Se encuentra a unos 13 km (8 mi) al sursudoeste del centro de Londres, Reino Unido, entre Merton Park y Wimbledon (al norte), Mitcham (al este), Sutton (al sur) y Worcester Park (al oeste). Morden tenía una población de 48233 habitantes en 2011.